# 朴明哲
朴明哲（박명철，1941年9月15日—），北韓政治家，官至朝鮮國防委員會參事、朝鮮勞動黨中央委員會中央委員及前國家體育指導委員會（即內閣體育部）委員長。2012年因第三任最高領導人金正恩上台而漸漸淡出。

## 生平
朴明哲出生於平安北道義州郡，其父朴正浩是時任北韓首任和第二任最高領導人金日成和金正日的親信。朴正浩後來被派到南韓當間諜，並在1959年被南韓捕殺，金日成父子因而對朴明哲關照有嘉。因此，朴明哲在朝鮮體育大學畢業後，即在34歲之年（1975年）成為該校的院長。翌年，被委任為國家體育指導委員會副委員長。1990年，他在最高人民會議選舉中當選為最高人民會議代議員，並以團長的身份帶隊參加在日本札幌舉行的亞洲冬季運動會。隨後的一年，他又被任命為北韓足球協會的副主席。
1992年，朴明哲入選為黨中央委員會候補委員。同年，晉升為國家體育指導委員會委員長。次年，他成為朝鮮民主主義人民共和國奧林匹克委員會的委員長。1994年，時任最高領導人金日成離世，朴明哲被列為治喪委員會的成員之一。1998年，他成功連任最高人民會議代議員一職，又留任為國家體育指導委員會委員長。2002年，他以團長身份帶隊參加在南韓釜山舉行的亞運會。翌年，他第三度成為最高人民會議代議員。2004年，卸任奧林匹克委員會委員長一職。
2009年，朴明哲入主朝鮮國防委員會，並成為該組織的參事。翌年6月，留任國家體育指導委員會委員長，並再連任為最高人民會議代議員。此後，他一舉成為黨中央委員會中央委員，又二進宮為奧林匹克委員會委員長。2011年12月，金正日離世，繼任人金正恩把朴明哲納為為治喪委員會的成員。
2012年，金正恩正式上台，朴明哲先後解任國家體育指導委員會委員長和奧林匹克委員會委員長職務。有分析指這是金正恩欲意擺脫父親的陰影，建立自己的勢力所致。據韓國統一部紀錄，朴明哲對上一次參與公開活動已是2012年4月的事。

## 家庭
- 父﹕朴正浩
- 妹﹕朴命善 （박명선）
- 岳父﹕力道山 （金信洛，相撲力士、職業摔跤運動員）